# Bannalec
Bannalec (bret. Banaleg) – miejscowość i gmina we Francji, w regionie Bretania, w departamencie Finistère.
Według danych na rok 1990 gminę zamieszkiwało 4840 osób, a gęstość zaludnienia wynosiła 62 osoby/km² (wśród 1269 gmin Bretanii Bannalec plasuje się na 90. miejscu pod względem liczby ludności, natomiast pod względem powierzchni na miejscu 12.).